# Joaquín Cordero
Joaquín Cordero Aurrecoechea (né le 16 août 1923 à Puebla de Zaragoza et mort le 19 février 2013 à Mexico), est un acteur mexicain.

## Filmographie à la télévision

### Telenovelas
| Année     | Telenovela                  | Personnage                   | Chaîne               |
| --------- | --------------------------- | ---------------------------- | -------------------- |
| 1960      | Mi amor frente al pasado    |                              | Telesistema Mexicano |
| 1962      | La herencia                 |                              | Telesistema Mexicano |
| 1964      | Desencuentro                |                              | Telesistema Mexicano |
| 1964      | Historia de un cobarde      |                              | Telesistema Mexicano |
| 1967      | La duda                     |                              | Telesistema Mexicano |
| 1971      | Pequeñeces                  | Jacopo Téllez                | Telesistema Mexicano |
| 1971      | El amor tiene cara de mujer | Ernesto                      | Telesistema Mexicano |
| 1971      | Las Máscaras                | Guillermo                    | Telesistema Mexicano |
| 1972      | Me llaman Martina Sola      | Rafael Corvalán              | Telesistema Mexicano |
| 1973      | ¿Quién?                     | Víctor                       | Telesistema Mexicano |
| 1974      | Ha llegado una intrusa      | Carlos Morán                 | Televisa             |
| 1975      | Barata de primavera         | Alberto Neri                 | Televisa             |
| 1978      | Ardiente secreto            | Eduardo                      | Televisa             |
| 1979      | J.J. Juez                   | Nicolás Garmendia            | Televisa             |
| 1982      | La voz de la tierra         |                              | Televisa             |
| 1984      | Eclipse                     | Emanuel                      | Televisa             |
| 1987      | Como duele callar           | Rosendo Cisneros             | Televisa             |
| 1988      | Amor en silencio            | Miguel Ocampo                | Televisa             |
| 1990      | Un rostro en mi pasado      | Armando Estrada              | Televisa             |
| 1990-1991 | Amor de nadie               | Raúl Santiesteban            | Televisa             |
| 1992      | Baila conmigo               | Germán de la Reguera         | Televisa             |
| 1993      | Los parientes pobres        | Evaristo Olmos               | Televisa             |
| 1995      | La paloma                   | Gilberto Bernal              | Televisa             |
| 1996      | Canción de amor             | Aníbal                       | Televisa             |
| 1998      | Gotita de amor              | Exequiel                     | Televisa             |
| 1999      | Por tu amor                 | Lázaro Robledo               | Televisa             |
| 1999      | Cuento de Navidad           | Espíritu de la Campanas      | Televisa             |
| 2000-2001 | Carita de ángel             | Don Adolfo Valle             | Televisa             |
| 2000      | Mi destino eres tú          | Ignacio Rivadeneira Orderain | Televisa             |
| 2000-2001 | Abrázame muy fuerte         | Don Severiano Álvarez        | Televisa             |
| 2001      | Sin pecado concebido        | Père Gonzalo                 | Televisa             |
| 2002      | Entre el amor y el odio     | Don Fernando Villarreal      | Televisa             |
| 2002-2003 | ¡Vivan los Niños!           | Don Joaquín                  | Televisa             |
| 2005      | La Madrastra                | Père Belisario               | Televisa             |
| 2007      | Destilando amor             | Don Amador Montalvo          | Televisa             |
| 2007      | Amar sin maquillaje         |                              | Televisa             |
| 2008      | Fuego en la sangre          | Don Agustín Acevedo          | Televisa             |

## Filmographie au cinéma
- Los Inadaptados (2010) ... Don Luis
- Doble secuestro (2003) .... Fernando Cortéz
- Sara, una estrella (2002) (uncredited)
- Padres culpables (2001) .... Ramón
- V.I.H.: El muro del silencio (2000)
- Para matar al presidente (1999)... Thomas
- Reclusorio (1997) .... Juez
- El sexenio de la muerte (1997) .... Dr. Julian Bonaparte
- La pura (1994) .... Padre Bernardo
- Vacaciones de terror 2 (1991) .... Roberto Mondragón
- Jóvenes perversos (1991)
- A gozar, a gozar, que el mundo se va acabar (1990)
- Secta satanica (1990)
- Comando judicial (1990)
- Triste juventud (1990)
- Conexión criminal (1987)
- Ratas de la ciudad (1986)
- El cafre (1984) ... Pedro
- La niña de los hoyitos (1984)
- Braceras y mojados (1984)
- Perros salvajes (1984) .... Marcos 'El Gitano'
- Fieras contra fieras (1982)
- Te quiero (1979)
- Cuchillo (1978) .... Demonio Azul
- Fantoche (1977)
- La justicia tiene doce años (1973) .... Vicente
- Eva y Darío (1973)
- Una vez en la noche (1971)
- Papa en onda (1971)
- Bajo el ardiente sol (1971)
- Los corrompidos (1971) .... Raúl
- Los años vacíos (1970)
- Dos esposas en mi cama (1970)
- El manantial del amor (1970)
- Los problemas de mamá (1970) .... Lorenzo
- Trampas de amor (1969) .... (segment "El dilema")
- Patsy, mi amor (1969) .... Papá de Patsy
- 24 horas de placer (1969) .... Rubén
- Una noche bajo la tormenta (1969)
- El libro de piedra (1968) .... Eugenio Ruvalcaba
- No juzgarás a tus padres (1969)
- Las luchadoras contra el robot asesino (1969) .... Dr. Orlac
- La muñeca perversa (1969)
- Requiem por un canalla (1968)
- Dr. Satán y la magia negra (1968) .... Dr. Satán
- El deseo llega de noche (1968)
- El centauro Pancho Villa (1967) .... Santos Patricio
- Cómo pescar marido (1967)
- Seis días para morir (La rabia) (1967)
- Los hombres de Lupe Alvírez (1967)
- Un novio para dos hermanas (1967)
- Los tres mosqueteros de Dios (1967)
- Estrategia matrimonial (1967)
- Mi caballo prieto rebelde (1967)
- Doctor Satán (1966) .... Dr. Arozamena - Plutarco Satán
- Matar es fácil (1966)
- Sangre en Río Bravo (1966)
- El hijo del diablo (1966)
- Esta noche no (1966) .... Carlos Martínez
- Una señora estupenda (1966) .... Fernando
- Pánico (1966)
- Las tapatías nunca pierden (1965)
- El rescate (1965)
- La loba (1965) .... Dr. Alejandro Bernstein
- Los tres calaveras (1965)
- Cien gritos de terror (1965) .... Julio (segment "Pánico")
- El pecador (1965) .... César Domínguez
- Los murciélagos (1964)
- Campeón del barrio (Su última canción) (1964)
- Así amaron nuestros padres (1964)
- Museo del horror (1964)
- Amores de Marieta (1964)
- La sombra de los hijos (1964)
- El río de las ánimas (1964) .... Leonardo Moncada
- Los bravos de California (1963)
- Herencia maldita (1963)
- México de mis recuerdos (1963) .... Pablo Flores
- En la vieja California (1963) .... Antonio/Don Pedro
- La risa de la ciudad (1963)
- El monstruo de los volcanes (1963)
- Un par de sinvergüenzas (1963)
- Los forajidos (1962)
- Atrás de las nubes (1962) .... Bandido violador
- El asesino enmascarado (1962)
- El rey de la pistola (1962)
- Monte Escondido o (Leonardo Moncada) (1962) .... Leonardo Moncada
- La moneda rota (1962)
- Las recién casadas (1962)
- Los cinco halcones (1962)
- Asesinos de la lucha libre (1962) ....
- Juventud sin Dios (La vida del padre Lambert) (1962) .... Padre Lambert J. Dehner
- El terrible gigante de las nieves (1962)
- Santo contra hombres infernales (1961)
- Bonitas las tapatías (1961)
- Tres tristes tigres (1961) .... Lorenzo
- Santo contra cerebro del mal (1961) .... Dr. Campos
- ¡Que padre tan padre! (1961)
- Ay Chabela...! (1961)
- Suerte te dé Dios (1961) .... Maestro Lupe
- En carne propia (1961) .... Gabriel Lozano
- El gato (1961)
- Orlak, el infierno de Frankenstein (1960) .... Jaime Rojas; Orlak
- ¡Qué bonito amor! (1960)
- El tesoro de Chucho el Roto (1960)
- Un chico valiente (1960)
- La reina del cielo (1959) .... Bartolomé
- Manicomio (1959) .... Dr. Ricardo Andrade
- Kermesse (1959) .... Alberto Torres
- Flor de canela (1959)
- Las aventuras de Carlos Lacroix (1959)
- El derecho a la vida (1959) .... Enrique
- Sucedió en México (1958)
- El boxeador (1958) .... Natalio Sánchez; Kid Relámpago
- Música de siempre (1958)
- La mujer marcada (1957)
- Al compás del rock and roll (1957)
- La dulce enemiga (1957)
- Cinco vidas y un destino (1957) .... Marcos Navarro
- La faraona (1956)
- Tres valientes camaradas (1956)
- Tierra de hombres (1956) .... Fernando
- La venganza de los Villalobos (1955)
- Fuerza de los humildes (1955)
- Los tres Villalobos (1955)
- El río y la muerte (1955) .... Gerardo Anguiano
- ¡Que bravas son las costeñas!... (1955)
- Tres bribones (1955)
- La gaviota (1955)
- ¡Vaya tipos! (1955)
- Fugitivos: Pueblo de proscritos (1955) .... Jacinto
- Los aventureros (1954)
- Prisionera del pasado (1954)
- Sandunga para tres (1954)
- Romance de fieras (1954) .... Lic. Javier Ponce
- El gran autor (1954)
- Venganza en el circo (1954) .... Fernando
- El gran mentiroso (1953) .... Fernando Palmerín
- Pepe El Toro (1953) .... Lalo Gallardo
- Yo soy gallo dondequiera!.. (1953)
- Acuérdate de vivir (1953)
- Una calle entre tú y yo (1952)
- Prefiero a tu papá..! (1952)
- Las tres alegres comadres (1952)
- Una mujer sin amor (1952) .... Carlos
- Mamá nos quita los novios (1952)
- Con todo el corazón (1952)
- Todos son mis hijos!... (1951) .... Juan Salgado
- Tercio de quites (1951)
- Peregrina (1951)
- Monte de piedad (1951)
- Arrabalera (1951)
- Las dos huerfanitas (1950)
- Yo también soy de Jalisco (1950)
- Azahares para tu boda (1950) .... Eduardo - adulto
- Quinto patio (1950)
- Venus de fuego (1949)
- No me quieras tanto... (1949)
- Yo maté a Juan Charrasqueado (1949)
- El gran campeón (1949)
- La rebelión de los fantasmas (1949) .... Romeo
- Comisario en turno (1949)
- La santa del barrio (1948)
- En los altos de Jalisco (1948)
- Se la llevó el Remington (1948) .... Rodrigo
- Mujer (1947)
- No te cases con mi mujer (1947)
- ¡A volar, joven! (1947)
- Una gitana en México (1945)
- El corsario negro (1944) .... Pirata

### Sources
- (es) Cet article est partiellement ou en totalité issu de l’article de Wikipédia en espagnol intitulé « Joaquín Cordero » (voir la liste des auteurs).